# Златопольский, Михаил Михайлович
Михаи́л Михайлович Златопо́льский (Злотопо́льский) (15 августа 1934, Ташкент — 7 марта 2001) — советский и российский певец (бас-профундо), актёр.

## Биография
Мотя Моисеевич Злотопольский (по паспорту его фамилия писалась через "о") родился в Ташкенте 15 августа 1934 года в еврейской семье.
По окончании Самаркандского музыкального училища пел в Государственной хоровой капелле Узбекистана. Срочную службу проходил в Ансамбле песни и пляски Туркестанского военного округа.
Окончил Ташкентскую консерваторию, в 1950-е годы переехал в Москву. Пел в Государственном академическом русском хоре (рук. — А. В. Свешников), затем — в Республиканской русской хоровой капелле (рук. — А. А. Юрлов), в Ансамбле песни и пляски Советской Армии, с 1975 года — в Академическом большом хоре Центрального телевидения и Всесоюзного радио (рук. — К. Б. Птица).
Одновременно с 1950-х годов пел в церковных хорах — в синагогах, в православных, католических и лютеранских церквях.

## Творчество
Исполнял русские народные песни, например Дубинушка, Вечерний звон и другие песни.
Участвовал в записях:
- 5 хоровых циклов Г. Свиридова, православные песнопения 16-18 веков, Реквием Моцарта, Via Crucis Листа, Missa brevis Моцарта — Республиканская русская хоровая капелла;
- песнопения Пасхи, Великого Поста, Рождества Христова, песнопения Божественной Литургии и Всенощного Бдения — хор Скорбященской церкви на Большой Ордынке под управлением Н. В. Матвеева, с участием И. С. Козловского;
- чтение патриархом Пименом Великого покаянного канона Андрея Критского (1980) — хор Богоявленского патриаршего собора;
- к 1000-летию Крещения Руси — хор Богоявленского патриаршего собора;
- русские песни и романсы — Николай Гедда и хор Всесоюзного радио;
- Русские и болгарские духовные песнопения (1985) — Е. Е. Нестеренко и Московский государственный академический камерный хор под управлением В. Минина;
- «Русский сувенир» (народные песни), «С нами Бог» (духовные песнопения) — Хор донских казаков под управлением Марселя Верхуф (фр. Marcel Verhoeff)[2].

Снимался в фильмах, иногда в роли диакона.

| Год  |   | Название                             | Роль                     |
| ---- | - | ------------------------------------ | ------------------------ |
| 1978 | ф | Емельян Пугачёв                      | священник                |
| 1980 | ф | Три года                             | эпизод                   |
| 1982 | ф | Нас венчали не в церкви              | эпизод                   |
| 1991 | ф | Кремлёвские тайны шестнадцатого века | Имя персонажа не указано |
| 1992 | ф | Гонгофер                             | эпизод                   |
| 1992 | ф | Гроза над Русью                      | мельник-колдун           |